# Abdul Wahab Zahiri
Abdul Wahab Zahiri (27 mei 1992) is een Afghaanse sprinter die zich heeft gespecialiseerd in de 100 meter. Hij nam eenmaal deel aan de Olympische Spelen.

## Loopbaan
Bij het eerste optreden op een internationaal toernooi maakte Zahiri meteen ook zijn Olympisch debuut. Hij nam deel aan de Olympische Spelen 2016.
Hier wist hij echter niet de voorrondes door te komen. Hoewel hij met zijn tijd van 11,56 seconden een persoonlijk record behaalde, werd hij 7e en werd hiermee uitgeschakeld. 
In 2017 nam Zahiri in het Indiase Bhubaneswar deel aan de Aziatische kampioenschappen atletiek. Hier kwam hij voor Afghanistan uit op de 100 meter en 4x400 meter. Op de 100 meter wist hij met een tijd van 11,63 seconden, en een 4e plaats, de series niet door te komen. Op de 4x400 meter werd hij eveneens uitgeschakeld in de series. Hier werd hij 5e met een tijd van 3.20,77

## Persoonlijke records
Outdoor
| Onderdeel | Prestatie          | Datum            | Plaats         |
| --------- | ------------------ | ---------------- | -------------- |
| 100 m     | 11,56 s (-0,2 m/s) | 13 augustus 2016 | Rio de Janeiro |

## Palmares

### 100 m
- 2016: 7e in voorrondes OS - 11,56 s
- 2017: 4e in series Aziatisch kampioenschap atletiek - 11,63 s
- 2018: 7e in series Aziatische Spelen - 11,65 s

### 4 x 400 m
- 2017: 5e in series Aziatisch kampioenschap atletiek - 3.20,77 s